# Fabbrica Schindler
La fabbrica Schindler (in polacco Fabryka Emalia Oskara Schindlera) è un edificio industriale convertito a museo e sede espositiva. Situata in via Lipowa a Cracovia, al suo interno sono collocati il Museo di arte contemporanea di Cracovia presso i vecchi laboratori, e una sede distaccata del Museo della città di Cracovia presso il vecchio edificio amministrativo.
L'edificio inizialmente era una fabbrica di materiali metallici (fili, reti e altri materiali ferrosi) fondata nel 1937 da degli imprenditori polacchi di religione ebraica e chiamata "REKORD".

## La fabbrica
Schindler acquistò a basso prezzo nel 1939 lo stabile della vecchia azienda in via Lipowa n. 4, nel quartiere industriale di Zablocie, che chiamò Deutsche Emaillewaren-Fabrik, producendovi pentolame e in seguito munizioni: durante la seconda guerra mondiale l'imprenditore cecoslovacco salvò circa 1.100 ebrei dallo sterminio della Shoah, con il pretesto di volerli impiegare presso la sua fabbrica come personale necessario allo sforzo bellico.
La storia fu scoperta solo in seguito, e in circostanze casuali, dallo scrittore Thomas Keneally, il quale la raccontò nel libro La lista di Schindler.
La fabbrica chiuse nell'ottobre del 1944, con l'Armata Rossa in avvicinamento, quando riuscì a spostare 1.100 "lavoratori" in una fabbrica a Brunnlitz in Cecoslovacchia, sottocampo del complesso di Gross-Rosen.

## Museo
Il Museo di Arte Contemporanea di Cracovia (in polacco Muzeum Sztuki Współczesnej w Krakowie), o MOCAK, è stato aperto nel 2011 sul terreno della fabbrica. Il progetto, affidato all'architetto italiano Claudio Nardi, ha tenuto fede al contesto urbanistico preesistente, recuperando una parte degli edifici della fabbrica e accompagnandoli con un nuovo edificio in stile neomoderno. Oggi, infatti, il caratteristico tetto a dente di sega che copriva la vecchia fabbrica domina visivamente su tutta la struttura. Il museo ospita mostre permanenti e temporanee. Una mostra permanente è Kraków - czas okupacji 1939-1945 (Cracovia - gli anni dell'occupazione 1939-1945), in cui si racconta la città durante gli anni dell'occupazione della Polonia e si racconta la vita quotidiana dei suoi abitanti , in particolare della comunità ebraica. Infine, un'esposizione è dedicata alla vecchia fabbrica e a una mostra biografica su Oskar Schindler stesso.